# Sanoczany
Sanoczany (ukr. Саночани) – wieś w rejonie samborskim (wcześniej w rejonie starosamborskim) obwodu lwowskiego Ukrainy. Wieś liczy około 124 mieszkańców. Leży nad rzeką Czyżka. Podlega hruszatyckiej silskiej radzie. Pierwsza wzmianka o wsi pochodzi z 1406 r. 

## Historia
Na przełomie XVIII/XIX wieku właścicielami dóbr byli Kieszkowscy herbu Krzywda: Antoni, następnie Stanisław, potem Adam i Paweł. W XIX wieku właścicielem był Józef Jaruzelski. W 1883 r. jego żona, Helena, gościła w Sanoczanach Oskara Kolberga.
W 1921 r. liczyły około 342 mieszkańców. Przed II wojną światową należały do powiatu przemyskiego.

## Ważniejsze obiekty
- Kościół rzymskokatolicki